# セルゲイ・エイゼンシュテイン
セルゲーイ・ミハーイロヴィチ・エイゼンシュテーイン（ロシア語: Серге́й Миха́йлович Эйзенште́йн、ラトビア語: Sergejs Eizenšteins、1898年1月10日（グレゴリオ暦1月23日） - 1948年2月11日）は、ロシア帝国領のリガに生まれた、ソビエト連邦の映画監督。

## 出自
高祖父母の世代においてドイツ系ユダヤ人とスウェーデン系の血を引く。ドイツ系ユダヤ人であった曾祖父母の時代には既にユダヤ教から東方正教会に改宗していたため、「バルト・ドイツ人」として紹介されることもある。ユダヤ的な名前（イディッシュ語: אייַז(עֶ)נשטיין, ドイツ語: Eisenstein "鉄石"）を持つユダヤ人と紹介されることも多いが、セルゲイ自身は出生後すぐにキリスト教の洗礼を受け、決してユダヤ教徒（ヘブライ語: דָּתִים Dāthī(m), Observant Jew, Orthodox Jew）ではなく、また「ユダヤ人」としての特別なシンパシーがあった明白な証拠はない。
また欧州大陸では民族間の混血は珍しくなく、彼自身にドイツ系やスウェーデン系としての自意識があったかは不明である。少なくとも成人してからは、ソ連人（ロシア人）としての自覚の方が大きかったようである。

## 年譜
1898年1月10日、ロシア帝国の支配下にあったラトビアのリガに生まれ、大聖堂で洗礼を受ける。サンクトペテルブルク出身の父ミハイル・エイゼンシュテインはロシア正教会に属するユダヤ人の末裔の建築家だった。母はユリヤ・イヴァノヴナ。
成長すると、リガ市立実科学校、ペトログラード土木専門学校建築科へと進む。1918年、赤軍に入隊し、アマチュア演劇に携わる。復員後は一時参謀本部アカデミーにて日本語を学び、これが後の映画監督としてのキャリアに多大な影響を与えた。
1920年、モスクワに移住し、プロレタリア文化協会（プロレトクリト）の第一労働者劇場に美術担当として参加。1921年、名演出家であるフセヴォロド・メイエルホリド率いる国立高等演劇工房で演劇を学び、そこでジャック・ロンドンの『メキシコ人』等多くの演劇美術の担当。このころ、メイエルホリドの助手を務めつつ、映画の勉強を始めた。
1924年、映画に移行し、国家映画委員会の仕事で『ストライキ』を製作。1925年、彼の代表作とされる『戦艦ポチョムキン』を監督。同作でモンタージュ理論を確立。この手法は映画製作理論のひとつの到達点で、観客の感動を揺り動かす映像言語としての基礎となった。
その後も『十月』（1928年）や『アレクサンドル・ネフスキー』（1938年）、『イワン雷帝』（1944年）といった作品を次々と世に送り出した。1948年2月11日、モスクワにて50歳で心臓発作で死去した。

## 作品

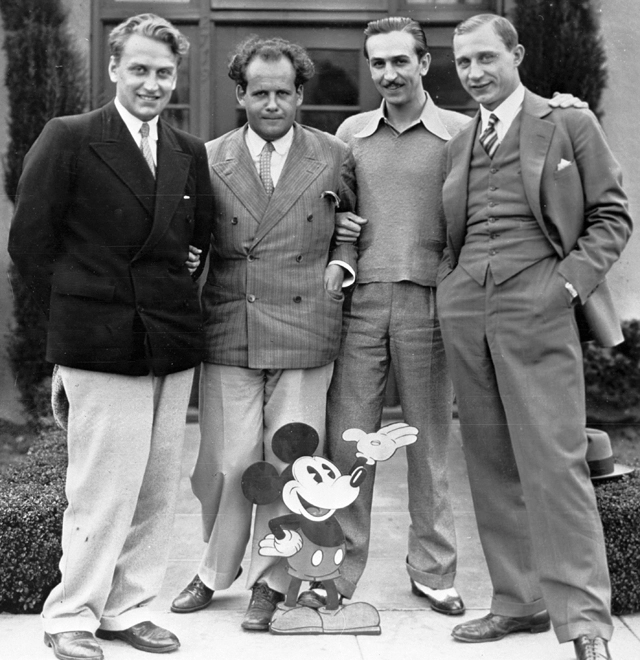
左から　グレゴリー・アレクサンドロフ、エイゼンシュテイン、ウォルト・ディズニー、エドワルド・テイッセ(1930年）

モンタージュ理論を確立し自ら実行した人物で、ソビエト連邦の映画の発展及び映画史において極めて重要な人物の1人とされている。最も有名な映画作品は1925年の『戦艦ポチョムキン』である。未完に終わった3部作『イワン雷帝』（1944年）はその集大成とされている。ハリウッドとも関係が深く『戦艦ポチョムキン』に感銘を受けソ連を訪れたメアリー・ピックフォードとダグラス・フェアバンクスに会い、その後ハリウッドからの招聘などを通じて人脈を広げた。ウォルト・ディズニーやチャールズ・チャップリンとは親友である。ウラジーミル・レーニンからは絶賛されたが、ヨシフ・スターリンが政権を握ってからは作品の改変・廃棄を余儀なくされた。『イワン雷帝』は3部作として構想されたが、第1部（1944年）、第2部（1946年）のみ完成した。第1部はスターリン賞を受賞したが、第2部はイワン雷帝と親衛隊の描写が批判され、上映禁止となる（上映は1958年）。直後にスターリンに呼び出されて第2部の改作と第3部の製作を約束させられたが、その後は後進の指導に専念して、製作を事実上放棄している。

## エイゼンシュテインと日本

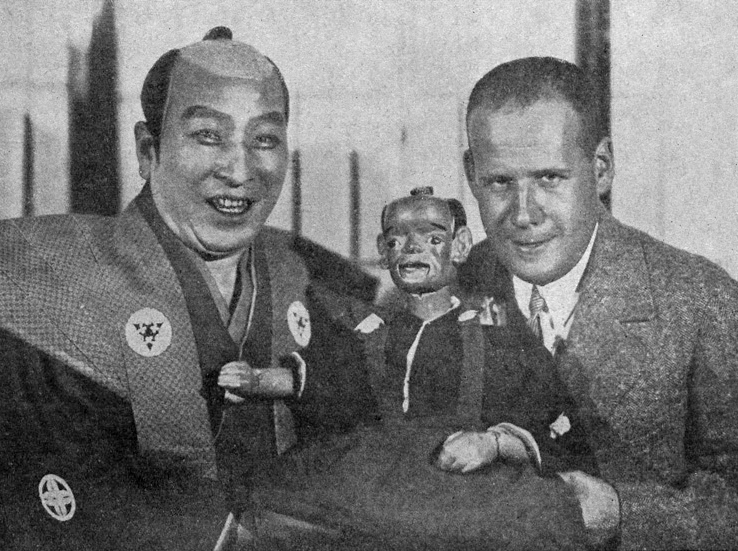
モスクワ公演中の2代目市川左團次と（1928年）

モンタージュ理論が確立されたのはエイゼンシュテインが一時期、日本人教師に漢字を習っていたからだという。漢字という象形文字の持つ抽象的な概念を描写的デザインに表現しているという基本コンセプトから、「身」と「美」で「躾」に、「口」と「鳥」で「鳴」になるなど、全く別の意味になるということに興味を持ったという。このコンセプトを基にモンタージュ理論を開発したという。1920年代の日本映画に関し、エイゼンシュテインは「最近の日本映画は米国映画の真似ばかりをしている。なぜ日本独自の映像美を語ろうとしないのか」と手厳しく批判している。1927年からソ連を訪問した湯浅芳子、宮本百合子の訪問を受け、一緒に写った写真が現存している。

## その他
ハリウッドに呼ばれ、喜劇王・チャップリンとテニスに興じる写真などがある。アメリカ人の聴衆に向かって「モニュメントバレーのような壮大なセットがあるにもかかわらず、西部劇のようなものしか撮れないハリウッドはどうかしてる」と一刀両断した。以降、エイゼンシュテインがアメリカに呼ばれることはなかった。また、ディズニーのアニメ『白雪姫』を鑑賞、「映画史に残る史上最高の傑作」と絶賛している。
1998年1月23日、ロシア中央銀行はエイゼンシュテイン生誕100周年を記念して15000枚のコインを発行した。表面には『戦艦ポチョムキン』を編集中のエイゼンシュテイン、裏面には撮影中のエイゼンシュテインが描かれてある。

## 主な監督作品

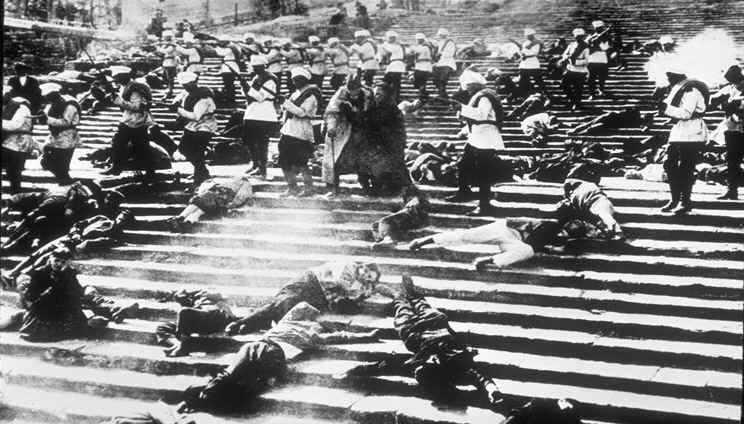
『戦艦ポチョムキン』の虐殺シーン

- 戦艦ポチョムキン（1925年。Броненосец Потёмкин）
1904年に黒海で反乱を起こした戦艦ポチョムキンとその船員達を描いた映画史上屈指の名作。モンタージュを駆使して映画の教科書と称されている。もっとも有名なのは反乱を支持しデモ行進をしていた民衆を、コサック兵が虐殺する「オデッサの階段」のシーンである。
- ストライキ（1925年。Стачка）
- 十月（1928年。Октябрь）
レーニン率いるボリシェヴィキが権力を掌握した十月革命の模様が描かれる。この作品には実際に革命に参加した人々が多く参加しており、エイゼンシュテインの天才的な映像技術とともにそのリアリズムは際だっている[要出典]。ロシア史研究者梶川伸一は、十月革命の実態は、ボリシェヴィキ派の赤軍、武装労働者による軍事クーデターであったが、この映画は、「十月革命」をあたかも民衆蜂起であったかのように描写する革命十周年を記念するプロパガンダ映画であると指摘する[5]。しかし、NHKが2014年の番組でもこのプロパガンダ映画を、実際の歴史の映像として断りもなく放送したことに見られるように、現在でもこのような通俗的理解が蔓延していると梶川は批判している[5]。
- 全線（1929年。Старое и новое）

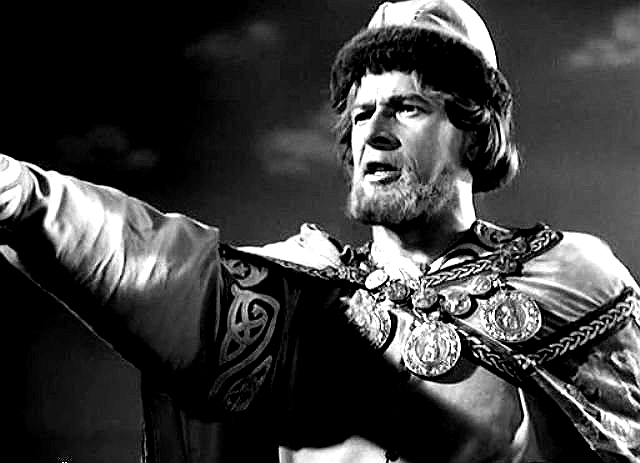
『アレクサンドル・ネフスキー』

- ベージン草原（英語版）（1937年／1967年。Бежин луг）
実話をもとにした作品。富豪の陰謀を告発して、その一味に殺された少年の逸話である。スターリンの大粛清が進行する時流に、文化面においても引き締めが強まり、ついに完成に至らず。ネガも戦災で破損し、ごく一部の断片しか残存していない。1967年に、スチル写真編集版が制作された。
- アレクサンドル・ネフスキー（1938年。Александр Невский）
ロシアを侵略したドイツ騎士団を撃退した英雄アレクサンドル・ネフスキーの物語。音楽を担当したセルゲイ・プロコフィエフが、後に演奏会用カンタータ『アレクサンドル・ネフスキー』をまとめている。
- イワン雷帝・第1部（1944年。Иван Грозный）
現在のロシアの基礎を築いたイヴァン4世を描いた作品。第1部はイヴァン4世の英雄としての側面が強調されており、スターリンの評価を得た。エイゼンシュテインは1928年に2代目市川左團次の歌舞伎初の海外公演をモスクワで観劇しており、本作には全編において歌舞伎的な様式の演出を見ることができる（歌舞伎の「見得」を初めて見たエイゼンシュテインは左團次に「歌舞伎の見得は映画の技法でいうクロースアップだ」と感想を述べたというのは有名なエピソードであるが、本作ではあるクロースアップショットで主人公に見得を切らせている）。
- イワン雷帝・第2部（1946年）
ラストシーンのみカラーフィルムを使用している。第2部は疑心暗鬼に駆られたイワンが貴族たちを粛清するさまが描かれる。当時の大粛清を彷彿とさせる設定に、スターリンは激怒した。スターリンの死後までこの作品が公開されることはなかった。
- イワン雷帝・第3部（1946年）
未完。一部撮影されたが、フィルムの大部分は廃棄させられ、ごく一部しか現存していないという。残された台本のラストシーンは、罪悪感に打ちひしがれたイワンがそれまで粛清してきた人物の名を読み上げ、懺悔するというものであった。その中には、スターリンによって粛清されたエイゼンシュテインの友人たちの名が密かに取り入れられており、第2部以上にスターリンへの批判が明瞭になっていた。
- メキシコ万歳（1979年）
1930年にハリウッド資本からの招聘を受け、その資本で製作が開始されたが、製作姿勢や方針の意見相違などから製作が中断され、そのまま放棄された（ただし、その一部はエイゼンシュテインの許可なく独自の編集が施され、1933年に『メキシコの嵐』としてアメリカで公開されている）。その後、当時助監督を務めていたグリゴリー・アレクサンドロフが撮影済みフィルムをかき集め、エイゼンシュテインのシナリオやコンテに基づいて再編集し、シーンに合わせた音楽を付けたサウンド版として、1979年に公開された。

## 著書（邦訳）
- 『映画の弁証法』佐々木能理男訳編、角川書店（角川文庫）1953年（初版：往来社、1932年）
- 『エイゼンシュテイン全集』（全9巻）エイゼンシュテイン全集刊行委員会訳、キネマ旬報社
  - 第1部：人生におけるわが芸術
    - 第1巻：自伝のための回想録（1973年）
    - 第2巻：「戦艦ポチョムキン」（1974年、1977年）
    - 第3巻：革命の映画（「ストライキ」「十月」「全線」）（1975年）
    - 第4巻：映画における歴史と現代（1976年）
    - 第5巻：「イワン雷帝」成立と運命（1977年）

  - 第2部：映画 - 芸術と科学
    - 第6巻：星のかなたに（1980年）
    - 第7巻：モンタージュ（1981年）
    - 第8巻：作品の構造について（1984年）
    - 第9巻：無関心な自然でなく / 方法（1993年）
- 『メキシコ万歳! : 未完の映画シンフォニー』中本信幸訳、現代企画室（インディアス群書）1986年